# Macrostylis minutus
Macrostylis minutus är en kräftdjursart som beskrevs av Menzies1962. Macrostylis minutus ingår i släktet Macrostylis och familjen Macrostylidae. Inga underarter finns listade i Catalogue of Life.